# Carolin Leonhardt
Carolin Leonhardt (Lampertheim, 22 de noviembre de 1984) es una deportista alemana que compitió en piragüismo en la modalidad de aguas tranquilas.
Participó en dos Juegos Olímpicos, Atenas 2004 y Londres 2012, obteniendo en total tres medallas: oro y plata en Atenas 2004 y plata en Londres 2012. Ganó 15 medallas en el Campeonato Mundial de Piragüismo entre los años 2005 y 2013, y 18 medallas en el Campeonato Europeo de Piragüismo entre los años 2004 y 2013.

## Palmarés internacional
| Juegos Olímpicos   | Juegos Olímpicos            | Juegos Olímpicos  | Juegos Olímpicos |
| Año                | Lugar                       | Medalla           | Competición      |
| ------------------ | --------------------------- | ----------------- | ---------------- |
| 2004               | Atenas (Grecia)             | Medalla de oro    | K4 500 m         |
| 2004               | Atenas (Grecia)             | Medalla de plata  | K2 500 m         |
| 2012               | Londres (Reino Unido)       | Medalla de plata  | K4 500 m         |
| Campeonato Mundial |                             |                   |                  |
| Año                | Lugar                       | Medalla           | Competición      |
| 2005               | Zagreb (Croacia)            | Medalla de oro    | K4 200 m         |
| 2005               | Zagreb (Croacia)            | Medalla de oro    | K4 500 m         |
| 2005               | Zagreb (Croacia)            | Medalla de bronce | K4 1000 m        |
| 2006               | Szeged (Hungría)            | Medalla de plata  | K4 200 m         |
| 2006               | Szeged (Hungría)            | Medalla de plata  | K4 500 m         |
| 2006               | Szeged (Hungría)            | Medalla de plata  | K4 1000 m        |
| 2007               | Duisburgo (Alemania)        | Medalla de oro    | K4 200 m         |
| 2007               | Duisburgo (Alemania)        | Medalla de oro    | K4 500 m         |
| 2009               | Dartmouth (Canadá)          | Medalla de oro    | K4 200 m         |
| 2009               | Dartmouth (Canadá)          | Medalla de plata  | K2 1000 m        |
| 2009               | Dartmouth (Canadá)          | Medalla de plata  | K4 500 m         |
| 2010               | Poznań (Polonia)            | Medalla de plata  | K2 1000 m        |
| 2011               | Szeged (Hungría)            | Medalla de oro    | K1 4 × 200 m     |
| 2011               | Szeged (Hungría)            | Medalla de plata  | K4 500 m         |
| 2013               | Duisburgo (Alemania)        | Medalla de plata  | K2 1000 m        |
| Campeonato Europeo |                             |                   |                  |
| Año                | Lugar                       | Medalla           | Competición      |
| 2004               | Poznań (Polonia)            | Medalla de plata  | K2 500 m         |
| 2004               | Poznań (Polonia)            | Medalla de bronce | K2 200 m         |
| 2005               | Poznań (Polonia)            | Medalla de oro    | K4 200 m         |
| 2005               | Poznań (Polonia)            | Medalla de oro    | K4 500 m         |
| 2005               | Poznań (Polonia)            | Medalla de plata  | K4 1000 m        |
| 2006               | Račice (República Checa)    | Medalla de plata  | K4 200 m         |
| 2006               | Račice (República Checa)    | Medalla de plata  | K4 500 m         |
| 2006               | Račice (República Checa)    | Medalla de plata  | K4 1000 m        |
| 2007               | Pontevedra (España)         | Medalla de oro    | K4 200 m         |
| 2007               | Pontevedra (España)         | Medalla de oro    | K4 500 m         |
| 2008               | Milán (Italia)              | Medalla de oro    | K4 500 m         |
| 2009               | Brandeburgo (Alemania)      | Medalla de oro    | K4 500 m         |
| 2009               | Brandeburgo (Alemania)      | Medalla de plata  | K4 200 m         |
| 2010               | Corvera (España)            | Medalla de bronce | K2 200 m         |
| 2010               | Corvera (España)            | Medalla de bronce | K2 1000 m        |
| 2011               | Belgrado (Serbia)           | Medalla de bronce | K4 500 m         |
| 2012               | Zagreb (Croacia)            | Medalla de oro    | K4 500 m         |
| 2013               | Montemor-o-Velho (Portugal) | Medalla de plata  | K2 1000 m        |